# 高岡の森弘前藩歴史館
高岡の森弘前藩歴史館（たかおかのもりひろさきはんれきしかん）は、青森県弘前市高岡にある歴史資料館。江戸時代に弘前市を中心に成り立っていた弘前藩津軽氏ゆかりの品、資料等を展示する。

## 概要
約60年前に建てられた高照神社宝物殿は、温湿度管理もできず老朽化が激しかったため、2018年（平成30年）4月1日に、弘前藩4代藩主、津軽信政を祀る高照神社境内隣接地に新規オープン。初代藩主である津軽為信が豊臣秀吉から拝領したと伝わる太刀（友成銘）をはじめ、津軽信政の遺品などを、高照神社宝物殿に収蔵されていた資料など約5200点が収蔵されている。また、種里城、大浦城、堀越城、弘前城といった津軽氏の居城の変遷や神社などをジオラマで示したり、解説パネルなどの展示をしている。
屋外を使ったイベントとして、高照神社を旧馬場を利用した流鏑馬の復活も試みられている。2020年10月3日には、2019新型コロナウイルスによる疫病退散を祈願する流鏑馬が行われた。

### 施設規模[4]
- 施設構造 - 鉄筋コンクリート造・一部鉄骨造、２階建

- 建築面積 - １700.70 ㎡
- 延床面積 - １636.56 ㎡
- 展示面積 - 424.00 ㎡
- 収蔵面積 - 521.80 ㎡

## アクセス
- 自動車：東北自動車道大鰐弘前ICより約40分
- バス：弘前駅から弘南バス・枯木平線で「高岡」下車